# Aereon

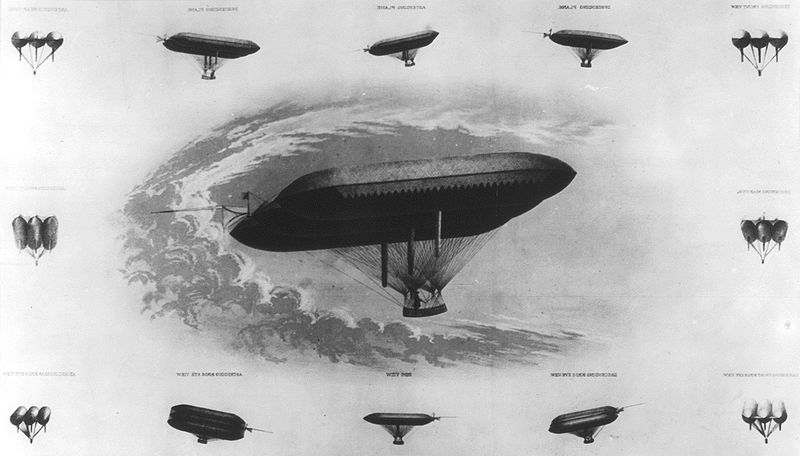
Aereon

Aereon est un constructeur d'avions spécialisé dans les avions hybrides. Il a été fondé à Princeton en 1959.